# Fort-Liberté
Fort-Liberté (Haitianisch-Kreolisch: Fòlibète) ist die Verwaltungshauptstadt des Départements Nord-Est in Haiti. Es ist auch die Hauptstadt eines Arrondissements gleichen Namens.
Die acht Kilometer westlich der Grenze zur Dominikanischen Republik im Süden einer Bucht liegende Stadt besitzt einen kleinen Hafen. Außer Fischfang besteht die wirtschaftliche Betätigung im Anbau von Zuckerrohr, Mangos und Zitrusfrüchten.

## Geschichte
Die Siedlung wurde 1578 von Spaniern gegründet, die es Bayaha nannten. Die Franzosen nannten es später Fort-Dauphin. Den Namen Fort-Royal erhielt es unter der Herrschaft von Henri Christophe, als König Heinrich I. Herrscher über Nord-Haiti. Nach seinem Tod 1820 wurde der Ort ein weiteres Mal umbenannt, seither heißt er Fort-Liberté.

## Persönlichkeiten
- In Fort Dauphin wurde der französische Staatsmann Vincent-Marie Viénot de Vaublanc geboren.
- Im September 1892 besuchte José Martí Fort-Liberté auf seinem Weg in den Kubanischen Unabhängigkeitskrieg.